# Історія Салонік

Історичний центр Салонік із пам'ятками античної, римської, візантійської та османської доби

Історія Салонік нараховує 23 століття. Нині Салоніки — друге за розміром та значенням місто Грецької Республіки.

## Заснування та розвиток в елліністичному світі
Щодо створення міста існують дві версії, що різняться датами. Менш популярна теорія, заснована на свідченнях Стефана Візантійського, вважає засновником міста Філіпа II Македонського
Проте в сучасній історіографії панує версія історика Страбона, який стверджує, що місто заснував 315 до н. е. македонський цар Кассандр шляхом об'єднання 26 поселень уздовж затоки Термаїкос навколо міста Фермі (сучасний муніципалітет Фермі у номі Салоніки). Цей вибір був невипадковим: нове місто можна було легко зв'язати із внутрішніми району Егейського моря, створивши умови для успішного ведення торгівлі, і одночасно і убезпечитись від нападів. Крім того Кассандр від самого початку розраховував перетворити місто на квітучий поліс, аби узаконити свої майбутні домагання на македонський престол та уможливити споріднення із династією Аргеадів через шлюб із дочкою Філіппа ІІ Фессалонікою (310 до н. е.). Відтак Кассандр навіть дав місту назву на честь своєї майбутньої дружини — Фессалоніки.
Торгове значення міста привернуло першу хвилю переселенців, серед яких були здебільшого єгиптяни, ассирійці та євреї). Чисельність населення швидко зростала, однаково швидко розширювались і кордони міста, перетворюючи Салоніки на елліністичний центр, який мав торговельні зв'язки з усіма портами Сходу. На адміністративному рівні управління здійснювали еклесія та буле, в той же час місто перебувало під прямим контролем царя, який здійснював усю повноту політичної влади через державних посадових осіб — регентів, грец. Βασιλικών, а також призначуваного військового командира грец. Επιστάτη.

## Римська доба
Після повалення імперії Антигонідів військом римського консула Луція Емілія 168 до н. е. Салоніки увійшли до складу Римської республіки. Спочатку Салоніки призначено столицею одного з чотирьох регіонів, між якими поділено колишнє Македонське царство римлянами, із територією від річки Струми до Аксіоса, так звана, Македонія Секунда, тобто Друга Македонія. Проте коли 149 до н. е. з'явився Андріск, самовільно проголосивший себе правителем Македонії та підтримуваний салонікцями, як нагальна необхідність була проведена адміністративна реорганізація Македонії — проголошено створення єдиної римської провінції Македонія,, керованої римським консулом та претором Салонік.
Будівництво Віа Егнатія римлянами в період 146—120 до н. е., стратегічно важливого шляху у східного напрямку, який сполучив Адріатику через протоки із Малій Азії, сприяло зростанню значення міста і зміцнювало його позиції у масштабі цілої держави. Таким чином до другої половини 2 століття до н. е. Салоніки стали квітучим містом, що займало надзвичайно сприятливе положення на перехресті шляхів із Константинополя до Риму та з Афін до Причорномор'я. Зведений Салонікський акрополь 55 до н. е. після нападу фракійців убезпечив північні кордони міста.
У громадянській війні, яка розпочалася після вбивства Юлія Цезаря 44 н. е., салонікці були на боці імперської демократії. Беззаперечна перемога Марка Антонія та Октавіана Августа проти Брута і Кассія в 42 н. е. при Філіппах приводить до проголошення Салонік вільним містом — Civitas Libera.
Напочатку першого століття в місті значно зросла чисельність єврейської громади, відтак Салоніки перетворювались на один з еллінських осередків християнства. У свою другу місіонерську подорож місто відвідав апостол Павло, тим самим заклав підвалини Християнської Церкви в Салоніках.. Євреї ж змусили апостола Павла залишити місто, після чого той вирушив до Верії. Втім два з Послань Павла адресовані салонікцям: Перше послання до фессалонікійців та Друге послання до фессалонікійців. Християнська громада в Салоніках стала прикладом для наслідування іншим грецьким громадам, як це відображено в Першому посланні апостола Павла, який схвалює дії місцевої церкви. В цілому у період Pax Romana Салоніки набули статусу потужного, квітуго міста.
Проте християнський характер Салонік проявився повною мірою тільки в період правління римського імператора Галерія, який тяжко занедужавши, перед своєю смертю, едиктом від 30 квітня 311 року дозволив християнам проводити молитовні зібрання. Так був «легалізований» Дімітрій Солунський, який одразу після прийняття мученицької смерті в Салоніках 306 року, був проголошений святим покровителем міста. Про цей період нині нагадують Базиліка Святого Дімітрія та Арка і гробниця Галерія, відома також як Базиліка Святого Георгія.

## Візантійська доба
324 року засновник Візантійської імперії Костянтин Великий в ході війни із Ліцинієм перетворив Салоніки на військову базу, побудувавши новий величезний порт, «σκαπτό λιμένα», який би міг розмістити флот на 200 галер і 2 000 торгових суден. Нові порт та флотилію обслуговували загалом 120 000 чоловіків.
Після остаточної перемоги Костянтина поблизу Адріанополя Ліциній ув'язнений у фортеці салонікського акрополя, де, за свідченнями історика Зосими, страчений за наказом імператора. Із перенесенням столиці Візантії на схід, до колишньої мегарської колонії — міста Візантій, Салоніки стають другим за значенням містом імперії після Константинополя. Надалі масштабне будівництво в місті провадили й імператори Флавій Клавдій Юліан та Феодосій Великий. Останній 378 року прийняв християнство за ініціативою єпископа Салонік 28 лютого 380 року Феодосій в Салоніках (в період війни із с готами) видав едикт de fide catholica, який проголошував християнську віру допустимою у формі, зафіксованій Нікейським собором. Відбивши готів, Феодосій всіляко сприяв укріпленню міста.
У 5-6 століттях зароджується слов'янська громада Салонік: слов'янські племена, спочатку під проводом аварів, а потім самостійно, здійснили кілька нападів на Салоніки, особливо важкими для салонікців були 586 та 597 роки. 688 року війну із болгарами розпочав імператор Юстиніан II, тим самим призупинивши слов'янську експансію. У період правління Лева III Ісавра імперія вступила у добу іконоборства, проте Салоніки переходять під юрисдикцію Константинопольського патріархату: тепер архієпископ Солунський перестав бути вікарієм Папи Римського.
До початку 9 століття у місті остаточно відбувається диверсифікація етнічного складу: тут оселилися південні слов'яни, зокрема болгари, романомовні волохи, а пізніше і цигани. В Салоніках народились та мешкали просвітителі слов'ян рівноапостольні Кирило та Мефодій — проповідники християнства та творці глаголкової абетки. 904 року місто взяли в облогу сарацини під проводом Леонта Триполітана, зрештою його було захоплено та пограбовано. Коли на початку 11 століття внаслідок реформи Візантійську імперію поділено на феми, Салоніки отримали статус окремої феми і зберігали його до 15 століття.

## Латинократія
У 1185 Салоніки захопили та жорсткоко пограбували південноіталійські нормани.
З 1204 місто стає столицею латинської Фессалонікскої держави. У 1224 — центром Фессалонікської імперії. З 1246 у складі Нікейської, а з 1261 — Візантійської імперії.
У 1387 Фессалоніка були захоплена турками, які називали місто на свій лад — Селянік тур. Selanik. 1402 р. знову повертається до складу Візантійської імперії, проте з 1430 р. знову підкорене Османською імперією.
В 1881 у Салоніках народився Мустафа Кемаль. Місто було одним з центрів Молодотурецької революції.
Після Балканських воєн 1912—13 рр. Салоніки стають територією Греції. В 1941—1944 рр. місто знаходилось під німецькою окупацією, під час якої загинуло єврейське населення міста, яке становило близько 50 тис. людей.